# Dana Elcar
Dana Elcar, född 10 oktober 1927 i Ferndale i Oakland County, Michigan, död 6 juni 2005 i Ventura, Kalifornien, var en amerikansk skådespelare. 
Dana Elcar är känd för rollen som Pete Thornton, Angus MacGyvers chef och bäste vän i TV-serien MacGyver. Under sjätte säsongen av MacGyver började Elcars syn bli sämre på grund av grön starr (glaukom). Istället för att avlägsna rollfiguren Pete Thornton från serien valde producenten att skriva in hans ögonsjukdom i handlingen av MacGyver. Vid slutet av serien hade Elcar förlorat i stort sett hela sin syn.
Trots blindheten fortsatte Dana Elcar som skådespelare och spelade blind man i andra TV-serier.
Dana Elcar var aktiv från 1954 till 2002.

## Filmografi i urval
- 1968 – Bostonstryparen
- 1969 – Med knutna nävar
- 1969 – Natt utan vittnen
- 1969 – The Learning Tree
- 1970 – Soldier Blue
- 1970 – Falskt vittne
- 1971 – A Gunfight
- 1972 – Det sista bankrånet
- 1972 – Förrädare vid fronten
- 1973 – Columbo (TV-serie) (Avsnitt "Any Old Port in a Storm")
- 1974 – The Missiles of October
- 1974 – Heat Wave!
- 1976 – W C Fields and Me
- 1979 – Utmaningen
- 1981 – Kompis kompis
- 1981 – Condorman
- 1983 – Blue Skies Again
- 1983 – Bäst på plan
- 1983 – I Want to Live
- 1984 – Mitt andra jag
- 1984 – 2010
- 1984 – Euer weg führt durch die hölle
- 1985 – Toughlove
- 1986 – Tragedi i tre akter
- 1986 – Inside Out
- 1986–1992 – MacGyver (TV-serie)